# Saison 2009 des White Sox de Chicago
La Saison 2009 des White Sox de Chicago est la 109e saison en ligue majeure pour cette franchise. Les Sox terminent troisièmes de la division centrale de la Ligue américaine avec 79 victoires pour 83 défaites.

## Intersaison

### Arrivées

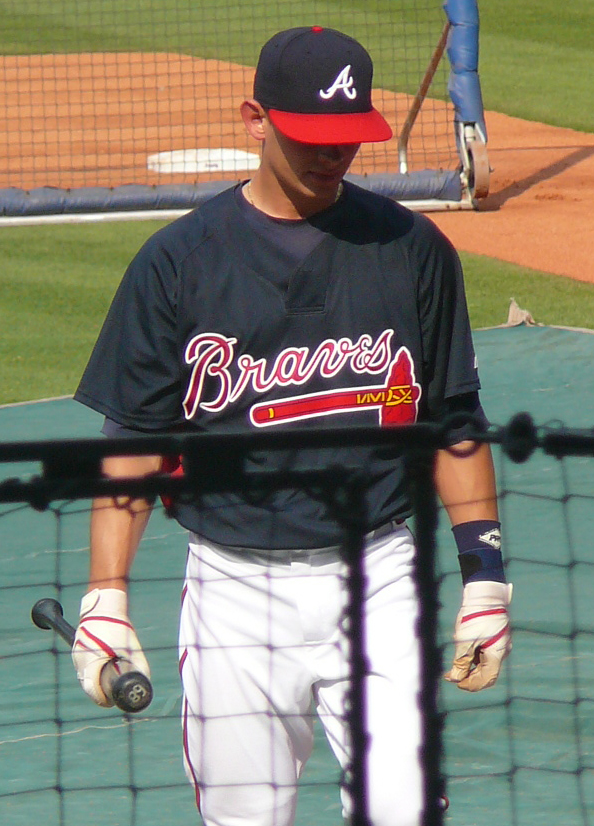
Brent Lillibridge des Braves aux White Sox

- Bartolo Colón, en provenance des Red Sox de Boston.
- Jayson Nix, en provenance des Rockies du Colorado.
- Wilson Betemit, en provenance des Yankees de New York.
- Dayán Viciedo, en provenance de Cuba.
- Brent Lillibridge, en provenance des Braves d'Atlanta.

### Départs
- Javier Vázquez et Boone Logan, chez les Braves d'Atlanta.
- Nick Masset, chez les Reds de Cincinnati.
- Toby Hall, chez les Astros de Houston.
- Orlando Cabrera, chez les Athletics d'Oakland.
- Joe Crede, chez les Twins du Minnesota.
- Juan Uribe, chez les Giants de San Francisco.

### Cactus League
Basés au Camelback Ranch à Glendale en Arizona, le programme des White Sox comprend 38 matches de pré-saison entre le 25 février et le 4 avril.

## Saison régulière

### Classement
| Ligue américaine (Division Centrale) | V  | D  | %    | GB |
| ------------------------------------ | -- | -- | ---- | -- |
| Twins du Minnesota                   | 87 | 76 | .531 | -- |
| Tigers de Détroit                    | 86 | 77 | .531 | -- |
| White Sox de Chicago                 | 79 | 83 | .488 | 7  |
| Indians de Cleveland                 | 65 | 97 | .401 | 21 |
| Royals de Kansas City                | 65 | 97 | .401 | 21 |

### Résultats
L'ouverture a lieu à domicile le 6 avril face aux Kansas City Royals.